# Улица Чайковского (Ереван)
Улица Чайковского (арм. Չայկովսկու փողոց) — короткая, около 300 м, улица в Ереване, в центральном районе Кентрон, проходит от улицы Павстоса Бузанда до улицы Ханджяна.
Названа в честь великого русского композитора Петра Чайковского (1840—1893).

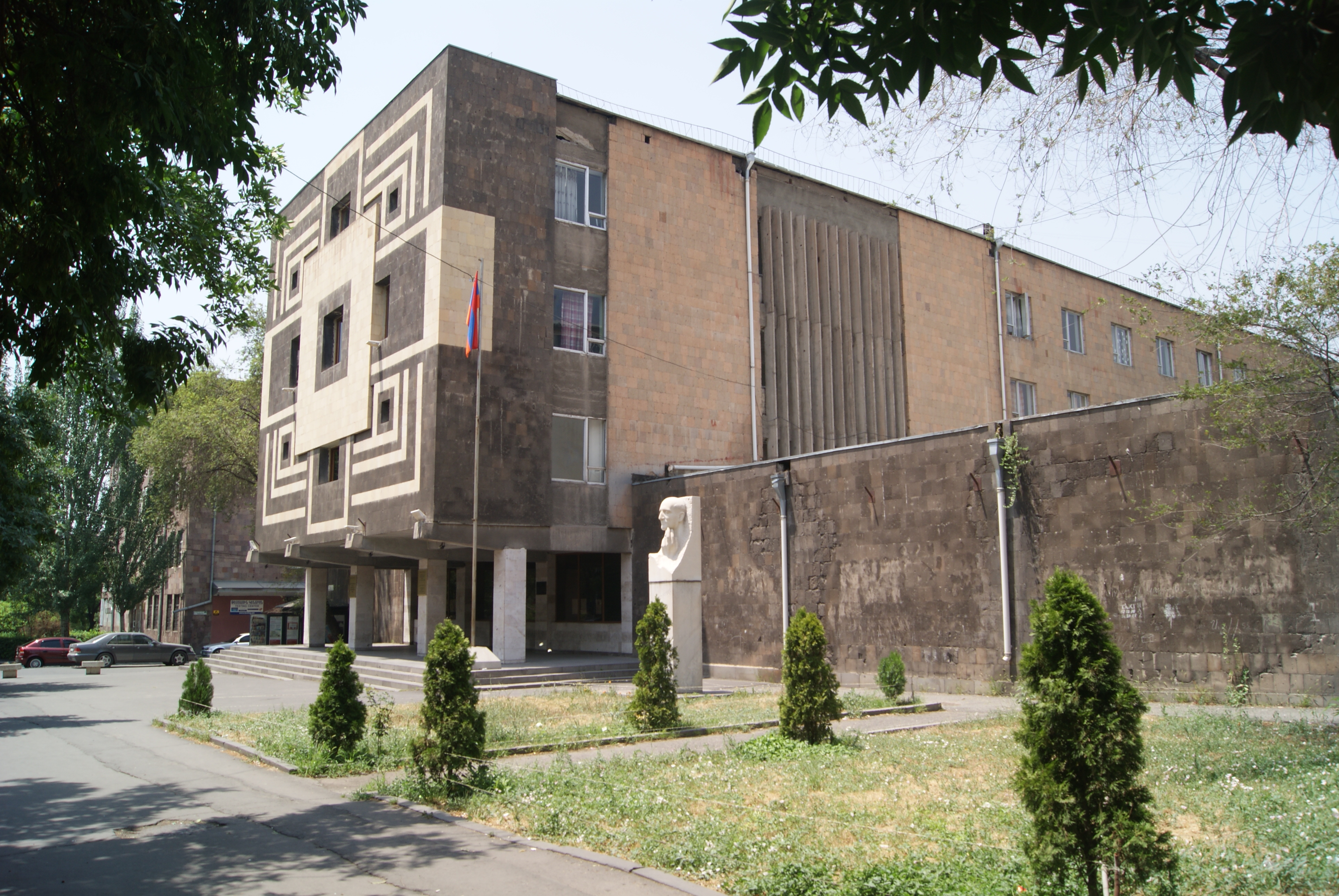
Музыкальная специализированная школа им. Александра Спендиарова

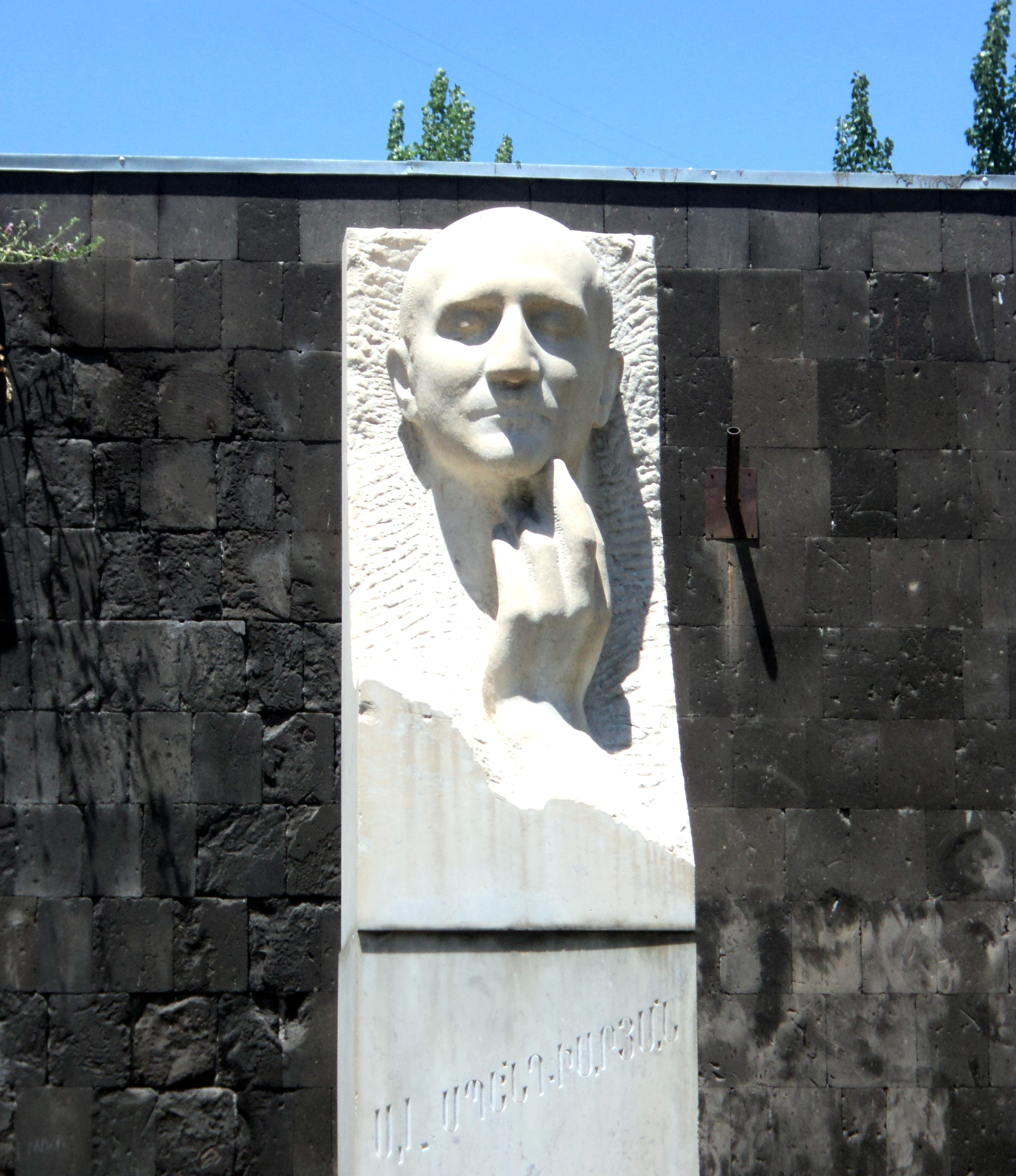
Бюст Александра Спендиарова

Квартал у выхода улицы к улице Ханджяна занимает Музыкальная специализированная школа им. Александра Спендиарова (д. 27), для которой построено новое здание оригинальной архитектуры, фасад которого отличается уникальным орнаментом цветовых сочетаний армянского туфа.
Квартал у выхода улицы к улице Павстоса Бузанда занимает корпус № 2 Мэрии Еревана, (д. 1/3).

## Достопримечательности
Бюст Александра Спендиарова (1871—1928), выдающегося армянского музыканта — одного из основоположников армянской классической музыки, общественного деятеля и педагога.